# 彭蔭剛
彭蔭剛（1935年12月29日—2024年6月24日），曾任中國國民黨中央評議委員會主席團主席、中國航運董事長、財團法人海峽交流基金會董事。父親為前中華民國陸軍一級上將彭孟緝。
彭蔭剛是前香港特首董建華的妹夫

## 生平
2006年6月12日，中國國民黨中央委員會從中山南路11號搬遷至八德大樓，彭曾提出「願意捐助黨一億元」，盼望中央黨部不要搬遷。2006年，前往中國大陸參加連胡會。2015年9月3日，前往中國大陸參加紀念中國人民抗日戰爭暨世界反法西斯戰爭勝利70周年大會。
2024年6月24日，彭蔭剛因胰臟癌逝世，享壽89歲。

## 爭議
2016年中央研究院副研究員陳儀深說彭蔭剛在2012致函總統馬英九要為其父親彭孟緝平反，總統府還轉來中研院近史所要「中研院再研究並重新公佈228史實」。
2010年二二八事件紀念基金會執行長廖繼斌指彭蔭剛刊登廣告污辱凃光明為暴徒，遭檢方起訴，彭蔭剛才拿出外界遍尋不著的軍法判決書。
2012年，監察院審查中華黃埔四海同心會的政治獻金，發現有一筆來自貿聯企業股份有限公司的70萬元捐款，因貿聯企業主要股東為賴比瑞亞商巨人投資公司，來自國外，可能違反政治獻金法，移送檢方偵辦。中華黃埔四海同心會會長羅文山稱此筆款項為發展會務，向貿聯公司董事長執行長彭蔭剛募款而來，檢方以不知情為由，不起訴處份。
2022年3月29日，彭蔭剛以世界大同文創公司董事長的名義在中國時報A12版刊登全版廣告，內容分析中國攻台四部曲，先以飛彈炸毀台灣軍事基地，再摧毀基礎設施，接著封鎖台灣所有進出通路，再要求進行談判，不費一兵一卒。時代力量立委邱顯智對此在臉書發文表示：「一早打開報紙，『高雄屠夫』彭孟緝之子，現任海基會董事彭蔭剛，再度刊登全版廣告，替中國進行政治作戰。」他認為應撤換彭蔭剛的海基會董事一職，同時他也敬告彭蔭剛，「兩岸會不會打戰（仗），取決於中國何時順應潮流，放下敵意。」民進黨立法委員王定宇在臉書開砲，痛斥彭蔭剛不應繼續擔任海基會董事，因為「他忠於威脅台灣的中國，沒資格在台灣當老鼠咬我們的布袋！」